# Stonava
Stonava (in polacco Stonawa, in tedesco Steinau) è un comune della Repubblica Ceca facente parte del distretto di Karviná, nella regione della Moravia-Slesia.